# Чумаки (Кам'янський район)
Чумаки́ — село в Україні, Кам'янському районі Дніпропетровської області. 
Орган місцевого самоврядування — Саксаганська сільська громада. Населення — 671 мешканець.

## Географія
Село Чумаки знаходиться на берегах Макортівського водосховища (річка Саксагань), вище за течією примикає село Саксагань.

## Населення

### Мова
Розподіл населення за рідною мовою за даними перепису 2001 року:
| Мова            | Відсоток |
| --------------- | -------- |
| українська      | 92,2 %   |
| російська       | 6,3 %    |
| інші/не вказали | 1,5 %    |

## Об'єкти соціальної сфери
- Школа.
- Фельдшерсько-акушерський пункт.
- Клуб.

## Інтернет-посилання
- Погода в селі Чумаки [Архівовано 20 грудня 2011 у Wayback Machine.]

1. ↑  Рідні мови в об'єднаних територіальних громадах України — Український центр суспільних даних